# Суецки залив
Суецки залив (на арабски: خليج السويس, Khalīǧ as-Suwais) е залив в северозападната част на Червено море между Синайския полуостров на изток и бреговете на Африка на запад. Заливът е сравнително младо геоложко образувание на възраст от 28 млн. години, образувано в резултат на придвижването на Арабския полуостров на изток от Африка. 
Простира се от северозапад на югоизток на протежение от 325 km. Ширината му варира от 15 до 46 km, а дълбочината му достига до 80 m. Най-северната му точка е и най-северната на Червено море, като тук при град Суец се намира южния вход на Суецкия канал. По средата на залива преминава условната граница между Африка и Азия. На входът му се намира и старото петролно находище Гемза.